# Potage à la citrouille
 (avril 2018).
Si vous disposez d'ouvrages ou d'articles de référence ou si vous connaissez des sites web de qualité traitant du thème abordé ici, merci de compléter l'article en donnant les références utiles à sa vérifiabilité et en les liant à la section « Notes et références ».
Le potage à la citrouille est une soupe couramment préparée aux États-Unis à l'occasion de l'Action de grâce et pour Halloween.
Elle est souvent servie dans la coque évidée de la citrouille, qui sert de soupière.
Elle est principalement faite avec de la citrouille, des pommes de terre, des carottes, des oignons et des poireaux.